# Shooting script - a transatlantic love story
|  | Denne artikel er oprettet af botten PalnaBot ud fra en ekstern database. Den kan derfor have sproglige fejl eller mangler. Denne skabelon kan fjernes efter kontrol af indholdet. |

Shooting script - a transatlantic love story er en film instrueret af Ulrik Al Brask, Lynn Hershman, Knud Vesterskov.

## Handling
Dette værk opsporer sin tilblivelsesproces med den aktuelle historie, som opstår mellem de to aktører. Dette handler ikke kun om de kulturelle forskelle mellem Amerika og Danmark, men også om tab af identitet som følge af den allestedsnærværende overvågning og datasystemer i den moderne verden.